# Jörg Damme
Jörg Damme (n. 9 mai 1959, Pretzsch, Saxonia-Anhalt, Germania) este un trăgător de tir ce a reprezentat Germania, medaliat olimpic. A participat la 4 ediții ale Jocurilor Olimpice (1980, 1988, 1992, 1996) în care a câștigat o medalie de bronz.